# Ахметелі Степан Георгійович
Степан Георгійович Ахметелі (груз. სტეფანე ახმეტელი, 1877, за іншими даними 6 лютого 1869—1922) — грузинський військовик, генерал-майор (1918). Служив в армії Російської імперії, згодом в армії Грузинської Демократичної Республіки.

## Біографія
Народився в селі Анага в Кахетії у багатодітній родині протоієрея Георгія Ахметелашвілі (мав всього 9 братів та сестер).
Закінчив кадетський корпус та військове училище в Сумах. У російській армії був записаний як Ахметелов
У 1887 році після здобуття загальної освіти приступив до службу. З 1895 після закінчення Тифліського військового училища проведений в підпоручники і призначений до Туркестанського 4-ого стрілецького полку. У 1899 році проведений в поручики, в 1903 в штабс-капітани, в 1907 в капітани.
Брав участь в російсько-японській війні, за що нагороджений орденом св. Володимира IV ступеня.
З 1914 року учасник Першої світової війни, підполковник, з 1915 року полковник Туркестанського 9-го стрілецького полку. З 1917 командир 6-го морського полку Окремої Чорноморської морської дивізії. 5 травня 1917 року за хоробрість нагороджений орденом святого Георгія 4-го ступеня.
У 1918 році після здобуття незалежності Грузії йому присвоєно звання генерал-майора. Командував корпусом, підрозділами Національної гвардії Тифліського гарнізону.
Під час вторгнення радянських військ до Грузії (1921) командував прикордонними військами. Після встановлення радянської влади в Грузії був заарештований разом із генералом Чавчавадзе та генералом Тавадзе і відправлений до Москви. Вбитий дорогою до Рязанської в'язниці; офіційна версія смерті — помер від тифу.

## Нагороди
- Орден Святого Володимира 4-го ступеня (1905)
- Орден Святого Станіслава 2-го ступеня з мечами (1910; ВП 15.07.1916)
- Найвища милість (ВП 16.02.1916)
- Орден Святої Анни 4-го ступеня «За хоробрість» (ВП 27.05.1916)
- Орден Святої Анни 2-го ступеня з мечами (ВП 18.06.1916)
- Орден Святої Анни 3-го ступеня з мечами та бантом (ВП 08.07.1916)
- Орден Святого Георгія 4-го ступеня (ПАФ 05.05.1917)